# 藤枝市立藤枝中央小学校
藤枝市立藤枝中央小学校（ふじえだしりつ ふじえだちゅうおうしょうがっこう）は、静岡県藤枝市原に所在する公立小学校。
めざす学校像は「子ども、保護者、地域から信頼される学校づくり」。
言語通級指導教室および発達通級指導教室が設置されている。

## 沿革
- 1927年 - 静岡県藤枝市茶町1丁目5−5（現藤枝市生涯学習センター）に藤枝小学校分校として創立。
- 1955年4月1日 - 藤枝第二小学校として独立。
- 1968年 - 藤枝中央小学校と校名変更。
- 1981年10月1日 - 現校地に移転。

## 学区
- 音羽町1・2・3・4・5・6丁目
- 旭が丘
- 原
- 茶町1・2・3・4丁目
- 藤枝2・3丁目
- 鬼岩寺
- 藤枝1・4丁目の一部

## 中学校区
- 藤枝市立藤枝中学校

## 学校教育目標(校訓)
たくましくなかよく

### 重点目標
三方よしを実行する子